# جون كابيرا
جون كابيرا، من مواليد 1 نوفمبر 1958، وهو معلق تلفزيوني ياباني، اشتهر كابيرا بتعليقه لسلسلة ألعاب وورلد سوكر وينيغ إليفين، وخاصة لعبة وورلد سوكر وينينغ إليفين 3.